# دیلان امبومبونی
دیلان امبومبونی (انگلیسی: Dylan Mboumbouni؛ زادهٔ ۲۰ فوریهٔ ۱۹۹۶) بازیکن فوتبال اهل فرانسه است.
از باشگاه‌هایی که در آن بازی کرده‌است می‌توان به باشگاه فوتبال المپیک لیون اشاره کرد.
وی همچنین در تیم‌های ملی فوتبال France national under-16 football team و جمهوری آفریقای مرکزی بازی کرده‌است.